# Verkehrsleistungsgesetz
Das Verkehrsleistungsgesetz (VerkLG) ist ein deutsches Gesetz aus dem Jahr 2004, das für alle Verkehrs- und Verkehrsinfrastrukturunternehmen gilt und sie im Fall des Notstandes zur Bereitstellung von Transportleistungen oder Verkehrsmitteln verpflichtet.
Mit Inkrafttreten des VerkLG wurde § 10 des Seeaufgabengesetzes und die Verordnung über die Beförderungsleistungen durch Seeschiffe in wirtschaftlichen Krisenlagen aufgehoben. 

## Bedeutung
Das Verkehrsleistungsgesetz dient zusammen mit weiteren Sicherstellungs- und Vorsorgegesetzen der Vorsorge für innere und äußere Notfälle.